# Peter Hannan
Peter Hannan é um produtor de televisão norte-americano. Hannan é o produtor da série de animação CatDog do canal de televisão Nickelodeon. Também é compositor e cantor da música-tema da série.